# International Gender Champions

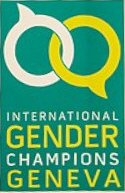
Netzwerk-Logo

International Gender Champions (IGC) ist ein Netzwerk von weiblichen und männlichen Führungspersönlichkeiten verschiedener Staaten, internationaler Organisationen und Zivilgesellschaften, welches Geschlechtergleichstellung zum Ziel hat. Es wurde 2015 von Caitlin Kraft-Buchman von Women@TheTable, der US-amerikanischen Ständigen Repräsentantin bei den Vereinten Nationen in Genf Pamela Hamamoto und dem damaligen Generaldirektor des Büros der Vereinten Nationen in Genf (UNOG), dem Dänen Michael Møller gegründet.

## Verpflichtung
Die International Gender Champions verpflichten sich, die Mitarbeit in Gremien abzulehnen, in denen nur Personen eines Geschlechts vertreten sind. Außerdem geht jeder eine individuelle Verpflichtung ein, zwei Initiativen für Geschlechtergerechtigkeit in seiner Arbeit einzuführen. Nach den Worten von Caitlin Kraft-Buchman besteht die Strategie von IGC darin, in vielen Organisationen dafür zu sorgen, „in kleinen Schritten große Veränderungen“ in Richtung Gleichstellung der Geschlechter  zu bewirken.
Bei der Gründung der IGC 2015 betonte Møller, dass die einzigartige Konzentration von internationalen Organisationen, Vertretungen von Mitgliedsstaaten, Forschungs- und Lehrinstitutionen sowie zivilgesellschaftliche Initiativen das internationale Zentrum Genf zu einer idealen Plattform mache, um praktische Wege für Leadership in diesem Bereich aufzuzeigen. Gemeinsame Aktionen könnten so eine globale Wirkung erzielen, um ein Mehr an Frieden, Rechten und Wohlergehen für alle Menschen dieses Planeten zu erreichen. Die Mitglieder der Initiative hätten eine besondere Verantwortung, dieses Potential für mehr Geschlechtergerechtigkeit einzusetzen.

## Das Netzwerk
Gegenwärtig gibt es über 235 International Gender Champions in Genf, New York, Wien, und Nairobi. Darunter sind der UN-Generalsekretär António Guterres, die Leiter der UN-Büros in Genf, Wien und Nairobi, der Internationalen Arbeitsorganisation (ILO), der Weltgesundheitsorganisation (WHO), der Welthandelsorganisation (WTO), der  Weltorganisation für geistiges Eigentum (WIPO), Internationalen Fernmeldeunion (ITU), des UNHCR, der Interparlamentarischen Union (IPU), Vertretern der Mitgliedsstaaten und zivilgesellschaftlicher Gruppen. Nach seinem Beitritt bei IGC erklärte UN-Generalsekretär Guterres für sich zum Ziel, andere Führungspersönlichkeiten für die Kampagne für Gleichheit zu gewinnen. In einer männerdominierten Welt müsse die Ermächtigung von Frauen oberste Priorität haben. Die Rechte der Frauen seinen Menschenrechte, Angriffe auf Frauen seien Angriffe auf uns alle. Unsere Welt brauche mehr weibliche Führungspersönlichkeiten. Und die Welt brauche mehr Männer, die für Geschlechtergerechtigkeit einständen.

## Impact Groups
IGC organisierte sogenannte impact groups, Arbeitsgruppen, die Spezialisten zu bestimmten Bereichen bildeten. Bei der Ministerkonferenz der WTO im Dezember 2017 in Buenos Aires umfasste die IGC-Handels-Impact-Group 120-WTO-Mitglieder und Beobachter, die die erste internationale Deklaration erarbeitete, die einen expliziten Zusammenhang zwischen ökonomischer Ermächtigung von Frauen und erfolgreichem Handel formulierte. Susan Malcorra, die Präsidentin der Konferenz, nannte die Deklaration einen großartigen Erfolg. Man sei gemeinsam zu der Erkenntnis gekommen, welche zentrale Rolle Frauen spielen können in einem fairen, gerechten und nachhaltigen internationalen Handelssystem.

## Events
2017 und 2018 wurde Genfs Jet d’eau am Internationalen Frauentag mit dem türkisen Logo der International Gender Champions illuminiert.

## Nachweise
1. ↑  https://www.unspecial.org/2016/03/how-a-table-could-change-the-world/ Solange Behoteguy und Garry Aslanyan: How a “table” could change the world, abgerufen am 25. Dezember 2019
2. ↑  https://itunes.apple.com/us/podcast/id1224098484 Geneva Geeks, Podcast audio vom 1. Juni 2017, abgerufen am 25. Dezember 2019
3. ↑  https://geneva.usmission.gov/2015/07/01/international-geneva-gender-champions-launch-director-general-mollers-remarks/ Ansprache von Michael Møller am 1. Juli 2015, abgerufen am 25. Dezember 2019
4. 1 2  https://genderchampions.com/about abgerufen am 25. Dezember 2019
5. ↑  https://genderchampions.com/champions/antonio-guterres abgerufen am 27. Dezember 2019
6. ↑  https://www.swissinfo.ch/eng/society/women-s-rights_switzerland-campaigns-for-equal-pay-at-the-un/43042664 Rita Emch, Switzerland campaigns for equal pay at the UN, 20. März 2017, abgerufen am 25. Dezember 2019
7. ↑  "Impact,” International Gender Champions, https://genderchampions.com/impact
8. ↑  https://www.wto.org/english/news_e/news17_e/mc11_12dec17_e.htm, World Trade Organization: Buenos Aires Declaration on Women and Trade outlines actions to empower women, 21. Dezember 2017, abgerufen am 25. Dezember 2019
9. ↑  Susana Malcorra, Even amid Protectionism, Buenos Aires Gave Women Momentum Centre for International Governance Innovation, April 2, 2018, https://www.cigionline.org/articles/even-amid-protectionism-buenos-aires-gave-women-momentum.
10. ↑  “International Women’s Week,” International Gender Champions, https://genderchampions.com/events/international-womens-week